# 122 Eskadra IAF

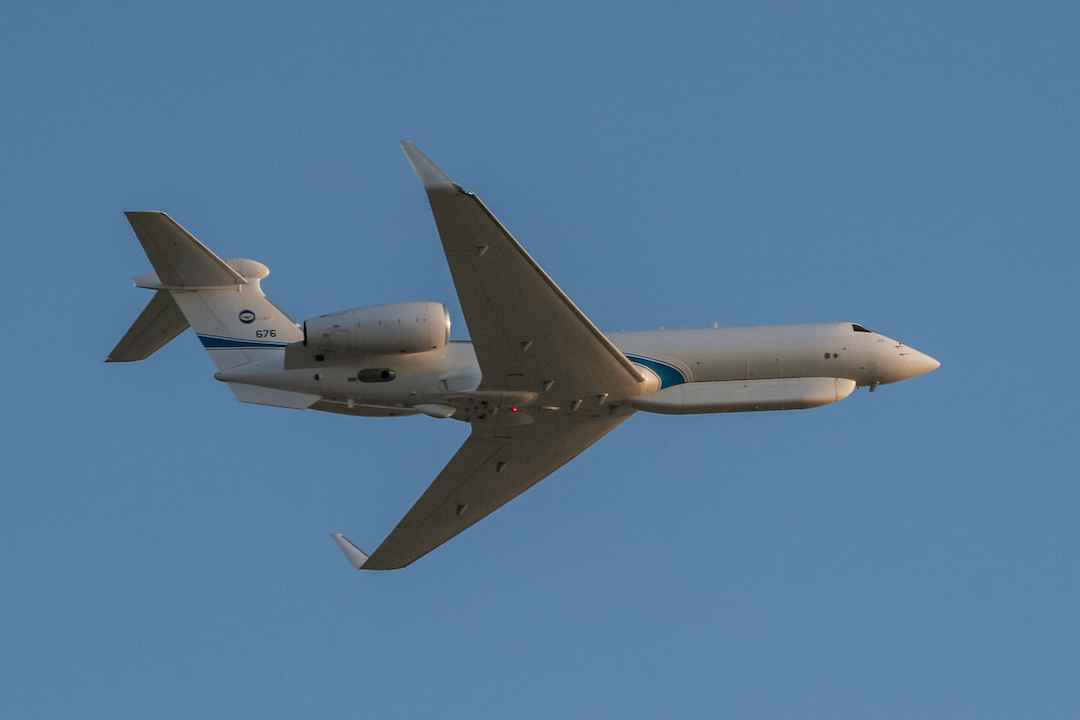
Gulfstream G550

122 Eskadra („Dakota”) – transportowa eskadra Sił Powietrznych Izraela, bazująca w Newatim w Izraelu.

## Historia
Eskadra została sformowana w 1962 i składała się z 10 samolotów transportowych C-47 Dakota, które przeniesiono ze 103 Eskadry. Podczas wojny Jom Kipur w 1973 samoloty eskadry zaopatrywały wojska lądowe. Dodatkowo piloci latali trzema cywilnymi lekkimi samolotami transportowymi Arava, którymi ewakuowano rannych. Po wojnie samoloty Arava zwrócono właścicielom, ale w 1984 eskadra otrzymała trzy takie samoloty na stan.
Począwszy od 2005 eskadra używa wyłącznie samolotów Gulfstream G550, które zostały wyposażone w radary i służą w rozpoznaniu elektronicznym.

## Wyposażenie
Na wyposażeniu 122 Eskadry znajdują się następujące samoloty:
- samoloty zwiadu elektronicznego Gulfstream G550.